# Trois Ligues
XVe siècle – 1799
Entités précédentes :
- Ligue de la Maison-Dieu
- Ligue grise
- Ligue des Dix-Juridictions

Entités suivantes :
- République helvétique (canton de Rhétie)
- République cisalpine

Les Trois Ligues (également nommées Ligues rhétiques ou Ligues grisonnes) sont une alliance de la Ligue grise, de la Ligue des Dix-Juridictions et de la Ligue de la Maison-Dieu dans ce qui est désormais le canton des Grisons, en Suisse. Ces ligues se sont rapprochées entre 1450 et 1524. Elles se sont alliées à l'ancienne Confédération suisse entre les XIVe et XVIe siècles. Elles sont annexées par la République helvétique en 1799 pour former le canton de Rhétie.